# دربان (کمیک)
دربان (دیمار دیویس ) یک ابرقهرمان جهش یافته خیالی است که در کتاب‌های کمیک آمریکایی منتشر شده توسط مارول کامیکس ظاهر می‌شود.

## تاریخچه انتشار
ایجاد شده توسط جان بایرن، نگهبان برای اولین بار در صفحات ظاهر انتقام جویان سواحل غربی در سال ۱۹۸۹.

## بیوگرافی شخصیت‌های داستانی
اطلاعات کمی از زندگی دربان قبل از اینکه او به تبلیغ آقای جاودانه برای تیم قهرمان که در نهایت تبدیل به انتقام‌جویان دریاچه‌های بزرگ می‌شد، پاسخ دهد، در دست نیست. با این حال، مشخص شده‌است که او یک جهش یافته و آفریقایی-آمریکایی است.